# Scontri di Urla
Gli scontri di Urla furono una serie di scontri a Urla (ora un centro distrettuale della provincia di İzmir, Turchia) durante la guerra greco-turca (1919-1922). Dopo lo sbarco greco a Smirne, l'esercito greco avanzò e occupò Bornova e Karşıyaka. Dopo di che avanzò verso la penisola di Karaburun dove si trovava Urla.

## Preludio
Incitati dalla presenza dell'esercito greco, circa 800 greci locali armati iniziarono ad assediare e attaccare i villaggi turchi di Urla. I villaggi di Kuşçular, Kızılcaköy, Devederesi furono saccheggiati e bruciati. Inoltre, una compagnia greca di Evzoni, sbarcando da una torpediniera, scese a terra a Urla e iniziò ad occuparla.

## Scontri
In questo periodo, il CLXXIII reggimento di fanteria della LVI divisione ottomana era di stanza a Urla. Il comandante del reggimento era il tenente colonnello Kazım Bey. Il reggimento consisteva di 100 uomini, ma la maggior parte di loro erano sparsi per Urla. Kazım Bey aveva solo 25 soldati e gendarmi sotto il suo comando quando iniziarono gli attacchi. Con questi 25 uomini, riuscì a respingere gli attacchi greci irregolari. Non appena la popolazione turca locale seppe di questi incidenti, entrò nel deposito di armi della città e prese i fucili e le munizioni. Con questi fucili e munizioni costituirono la prima unità Kuva-yi Milliye dell'Anatolia occidentale, composta da 120 uomini. Questa unità di milizia si unì alle forze di Kazım Bey. Gli scontri durarono dal 16 al 17 maggio. Una nave da guerra greca attraccò al molo di Urla e scaricò altre truppe greche. L'arrivo delle truppe greche, provenienti da Smirne, accompagnate da un ufficiale britannico, pose fine agli scontri la sera del 17 maggio.

## Epilogo
I soldati e i gendarmi turchi che si arresero furono disarmati e arrestati. D'altra parte la maggior parte dei 120 uomini dell'unità di milizia si ritirò nell'interno dell'Anatolia. È stato affermato che questi scontri a Urla segnarono la prima attività combinata tra unità irregolari e regolari turche nella guerra greco-turca (1919-1922).